# Schule Duddenhausen
Die ehemalige Schule Duddenhausen in Bücken-Duddenhausen 42 in der niedersächsischen Samtgemeinde Grafschaft Hoya stammt als Haus aus dem 19. Jahrhundert.
Die Gebäude werden aktuell (2023) als Wohnhäuser genutzt.
Sie stehen unter Denkmalschutz (siehe auch Liste der Baudenkmale in Bücken).

## Geschichte und Beschreibung

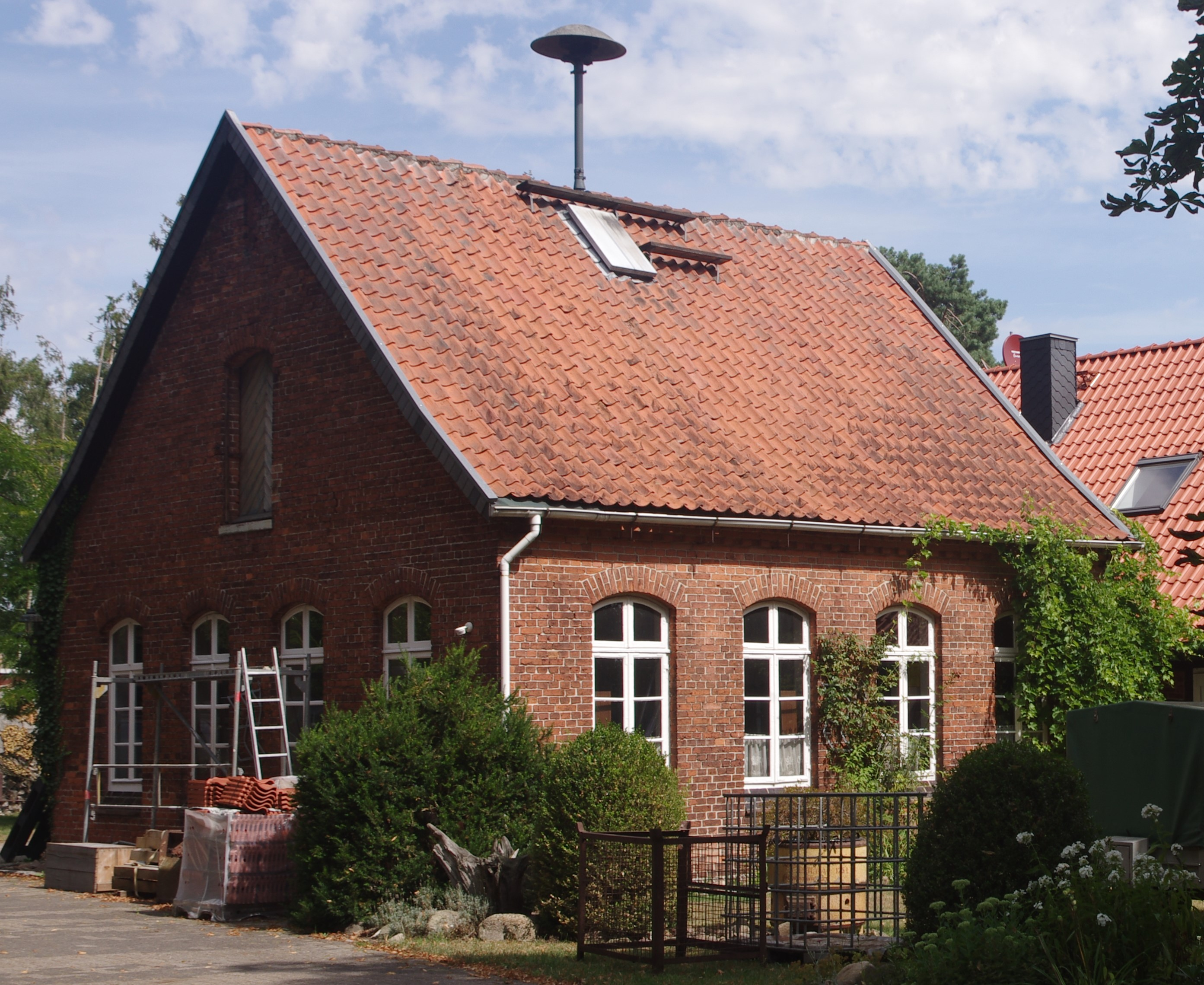
Ehemaliger Klassenraum

Seit 1706 gab es eine Schule in Duddenhausen. Dafür wurde 1709 ein Gebäude bebaut, dass bis 1877/78 bestand.
Die heutige Anlage besteht aus:
- dem eingeschossigen giebelständigen Wohnhaus von 1894 in Fachwerk mit Steinausfachungen und Krüppelwalmdach, dass einem Hallenhaus ähnlich ist,
- und dem verklinkerte quer dazu stehenden ehemaligen Klassenhaus von 1878 mit Satteldach und Fenstern mit Segmentbögen.[2]

1969 wurde die Schule im Dorf geschlossen und die Gebäude verkauft. Das Fachwerkhaus wurde zum Wohnhaus umgebaut, mit zum Teil sehr großformatigen Fenstern.
Das Niedersächsische Landesamt für Denkmalpflege befand: „… geschichtliche Bedeutung … als Schule, errichtet hallenhausähnlich …“